# Loxostege cupreicostalis
Loxostege cupreicostalis là một loài bướm đêm trong họ Crambidae.